# طنة نطاقية
طنة نطاقية (الاسم العلمي: Tonna zonata) هي نوع من الحيوانات يتبع جنس الطنة من الفصيلة الطنية.